# Olympische Winterspiele 1948/Teilnehmer (Rumänien)
| Gelbes Symbol für Goldmedaillen mit stilisierten Olympischen Ringen | Graues Symbol für Silbermedaillen mit stilisierten Olympischen Ringen | Braundes Symbol für Bronzemedaillen mit stilisierten Olympischen Ringen |
| ------------------------------------------------------------------- | --------------------------------------------------------------------- | ----------------------------------------------------------------------- |
| —                                                                   | —                                                                     | —                                                                       |

Rumänien nahm an den V. Olympischen Winterspielen 1948 in St. Moritz mit einer Delegation von 7 Athleten teil.
| Männliche Teilnehmer aus Rumänien | Männliche Teilnehmer aus Rumänien | Männliche Teilnehmer aus Rumänien | Männliche Teilnehmer aus Rumänien | Männliche Teilnehmer aus Rumänien |
| Sportart                          | Sportler                          | Disziplin                         | Platz                             | Bemerkung                         |
| --------------------------------- | --------------------------------- | --------------------------------- | --------------------------------- | --------------------------------- |
| Ski Alpin                         | Mihai Bara                        | Abfahrt                           | 71                                |                                   |
| Ski Alpin                         | Jon Coliban                       | Abfahrt                           | 66                                |                                   |
| Ski Alpin                         | Jon Coliban                       | Kombination                       | 41                                |                                   |
| Ski Alpin                         | Jon Coliban                       | Spezialslalom                     | 39                                |                                   |
| Ski Alpin                         | Dumitru Frățilă                   | Abfahrt                           | 57                                |                                   |
| Ski Alpin                         | Dumitru Frățilă                   | Kombination                       | 40                                |                                   |
| Ski Alpin                         | Bela Imre                         | Spezialslalom                     | 57                                |                                   |
| Ski Alpin                         | Vasile Ionescu                    | Abfahrt                           | 74                                |                                   |
| Ski Alpin                         | Vasile Ionescu                    | Kombination                       | 53                                |                                   |
| Ski Alpin                         | Radu Scarneci                     | Abfahrt                           | 51                                |                                   |
| Ski Alpin                         | Radu Scarneci                     | Spezialslalom                     | dq                                |                                   |
| Ski Alpin                         | Demetre Sulica                    | Abfahrt                           | 58                                |                                   |
| Ski Alpin                         | Demetre Sulica                    | Kombination                       | 42                                |                                   |
| Ski Alpin                         | Demetre Sulica                    | Spezialslalom                     | 38                                |                                   |